# جون باتريك (سياسي)
جون باتريك (بالإنجليزية: John Patrick)‏ هو سياسي أمريكي، ولد في 25 مارس 1954 في الولايات المتحدة. حزبياً، نشط في الحزب الديمقراطي. وقد انتخب عضو مجلس نواب مين وانتخب عضو مجلس ولاية مين.